# Thomas Cleary
Thomas F. Cleary (geboren 24. April 1949; gestorben 20. Juni 2021) war ein US-amerikanischer Schriftsteller und Übersetzer buddhistischer, daoistischer, konfuzianistischer und muslimischer Klassiker. Er übersetzte etwa 80 Bücher aus 8 Sprachen. Am bekanntesten ist seine Übersetzung der Kunst des Krieges, eines der bedeutendsten Werke zum Thema Strategie. Er lebte in Oakland, Kalifornien.

## Leben und Werk
Cleary begann sich bereits als Teenager für den Buddhismus zu interessieren. Seitdem übersetzte er, weil „er lernen wollte“. Für die Übersetzungen wählte er entweder Werke, die noch unübersetzt waren, oder, wie im Fall des Sunzi The Art of War, Bücher, deren Übersetzungen zu „beschränkt“ waren. Cleary erwarb einen Ph.D. in East Asian Languages and Civilizations an der Harvard University und einen JD der Boalt Hall School of Law an der University of California, Berkeley. Seit dem Ende seines Doktorats hatte Cleary jedoch nur noch wenig Verbindung zur akademischen Welt. Er empfand die universitäre Umgebung als viel zu einengend und wollte lieber unabhängig bleiben.
Clearys Bruder Jonathan Christopher Cleary (1947–2023) machte seine universitäre Ausbildung ebenfalls in Harvard. Mit ihm zusammen übersetzte er die Kōan-Sammlung Biyan Lu (Aufzeichnungen des blaugrünen Felsens), die 1977 bei Shambhala Publications erschienen. Bereits 1993 folgten eine Neuübersetzung des zuvor von Richard Wilhelm übersetzten Buches Das Geheimnis der goldenen Blüte und die Übersetzung der Gorin no Sho (Fünf Ringe) von Miyamoto Musashi. Thomas Clearys bekannteste Übersetzung ist diejenige zu Die Kunst des Krieges (Sunzi Bingfa). Weitere bedeutende Übersetzungen sind Avatamsaka-Sutra (Huayan Jing, Blumengirlanden-Sutra) und Kommentare zu den Werken des daoistischen Weisen Liu Yiming aus dem 18. Jahrhundert, in denen die metaphorische Codierung der wichtigsten daoistischen Texte damit erklärt wird, dass das Bewusstsein eine Transformation beginnt und der menschliche Geist mit dem Geist des Dao verschmilzt.
Shambhala Publications gab 2000 eine Sammlung von Clearys verschiedenen Übersetzungen daoistischer Texte in einer vierbändigen Sammlung, The Taoist Classics, heraus. Danach erschien eine fünfbändige Sammlung der Übersetzungen zum Buddhismus als Classics of Buddhism and Zen. Daneben übersetzte Cleary auch Living and Dying with Grace aus der muslimischen Tradition.